# 다니엘 프룰

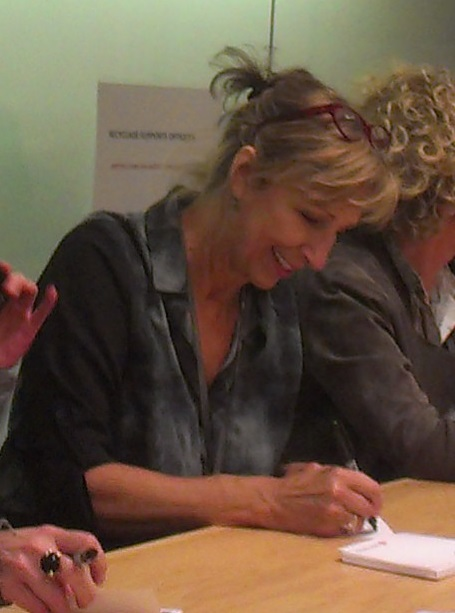

다니엘 프룰(Danielle Proulx, 1952년 10월 12일 ~ )은 캐나다의 영화배우이다.
몬트리올에서 태어났다.

## 영화
- 라자르 선생님 (2011년) - 교장선생님 역
- 리메인 위드 미 (2010년)
- 트뤼프 (2008년)
- 크.레.이.지 (2005년) - 로리안느 볼리외 역
- 섹스 오브 더 스타 (1993년)